# Malawi ai Giochi della XXVIII Olimpiade
Il Malawi partecipò ai Giochi della XXVIII Olimpiade, svoltisi ad Atene, Grecia, dal 13 al 29 agosto 2004, con una delegazione di 4 atleti impegnati in due discipline.

## Risultati

### Atletica leggera
| Q | Qualificato al turno successivo per la Classifica in qualificazione                                                          |
| q | Qualificato per il turno successivo per ripescaggio o, negli eventi su campo, conquistando la misura minima per qualificarsi |

Maschile
Eventi su pista e strada
| Atleta           | Evento      | Batteria  | Batteria   | Semifinale      | Semifinale      | Finale          | Finale          |
| Atleta           | Evento      | Risultato | Classifica | Risultato       | Classifica      | Risultato       | Classifica      |
| ---------------- | ----------- | --------- | ---------- | --------------- | --------------- | --------------- | --------------- |
| Kondwani Chiwina | 800 m piani | 1'49"87   | 8º         | non qualificato | non qualificato | non qualificato | non qualificato |

Femminile
Eventi su pista e strada
| Atleta              | Evento       | Batteria  | Batteria   | Finale          | Finale          |
| Atleta              | Evento       | Risultato | Classifica | Risultato       | Classifica      |
| ------------------- | ------------ | --------- | ---------- | --------------- | --------------- |
| Catherine Chikwakwa | 5000 m piani | 15'46"17  | 15ª        | non qualificata | non qualificata |

### Nuoto
Maschile
| Atleta      | Evento            | Batteria  | Batteria   | Semifinale      | Semifinale      | Finale          | Finale          |
| Atleta      | Evento            | Risultato | Classifica | Risultato       | Classifica      | Risultato       | Classifica      |
| ----------- | ----------------- | --------- | ---------- | --------------- | --------------- | --------------- | --------------- |
| Yona Walesi | 50 m stile libero | 34"11     | 83º        | non qualificato | non qualificato | non qualificato | non qualificato |

Femminile
| Atleta   | Evento            | Batteria  | Batteria   | Semifinale      | Semifinale      | Finale          | Finale          |
| Atleta   | Evento            | Risultato | Classifica | Risultato       | Classifica      | Risultato       | Classifica      |
| -------- | ----------------- | --------- | ---------- | --------------- | --------------- | --------------- | --------------- |
| Han Choi | 50 m stile libero | 31"62     | 69ª        | non qualificata | non qualificata | non qualificata | non qualificata |